# ヘニッヒ・ブラント

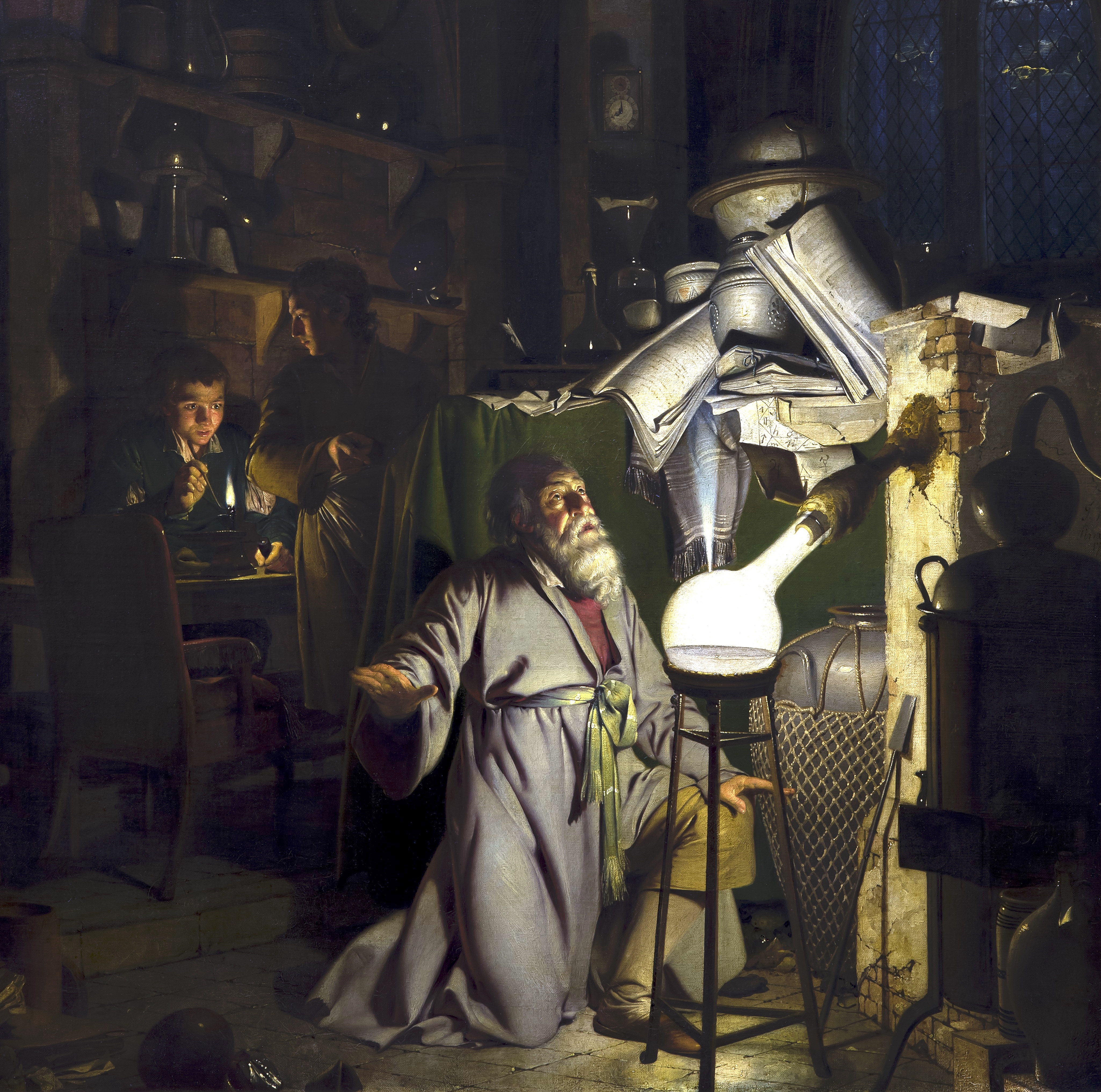
ヘニッヒ・ブラント

ヘニッヒ・ブラント（Hennig Brand、1630年頃-1692年）は、ドイツの錬金術師である。1669年に人間の尿からリンを分離した。
1670年頃はハンブルクに住んでいた。商人という説と医師であったという説がある。銀を金にかえる液体が人間の尿にあると信じて、尿を腐食させたあと水分を蒸発させるなどの手順でリンの元素を分離した。空気中で燐光を発する物質の発見のニュースはドイツ中に広まった。この製法を公開するかわりにフリードリヒ公から報酬をうけとることができた。
リンの製法はロバート・ボイルが1680年独自に開発し、助手のアンブローズ・ゴドフリーによって商業的な規模に改良された。